# (1769) Carlostorres
(1769) Carlostorres es un asteroide perteneciente al cinturón de asteroides descubierto por Zenón Pereyra el 25 de agosto de 1966 desde el observatorio astronómico de Córdoba, Argentina.

## Designación y nombre
Carlostorres fue designado al principio como 1966 QP.
Posteriormente se nombró en honor del astrónomo argentino Carlos Guillermo Torres (1910-1965) y del astrónomo chileno Carlos Torres.

## Características orbitales
Carlostorres está situado a una distancia media del Sol de 2,179 ua, pudiendo acercarse hasta 1,869 ua y alejarse hasta 2,488 ua. Su excentricidad es 0,1421 y la inclinación orbital 1,591°. Emplea en completar una órbita alrededor del Sol 1174 días.